# Деканозов Володимир Георгійович
Володимир Георгійович Деканозов (Деканозішвілі) (червень 1898 , Баку  — 23 грудня 1953 , Москва ) — радянський державний і політичний діяч, дипломат, співробітник спецслужб, один з активних організаторів сталінських репресій, комісар державної безпеки 3-го рангу (2.12.1938). Кандидат у члени ЦК ВКП(б) у 1939—1941 роках. Член ЦК КПРС у 1941—1952 роках. Депутат Верховної ради РРФСР 2-го скликання. Депутат Верховної ради СРСР 1-го скликання.

## Біографія
Народився в багатодітній родині Георгія Деканозішвілі, службовця (контролера) нафтової компанії в місті Баку. У 1914 році закінчив п'ять класів Першої гімназії міста Баку, а в 1916 році — Першу гімназію міста Тифліса. Давав приватні уроки. З 1917 по 1919 рік навчався на медичних факультетах Саратовського і Бакинського університетів.
З березня 1918 року — в Червоній армії, учасник марксистського гуртка. З березня по вересень 1918 року служив рядовим при гарматі 6-ї легкої гірської батареї Кавказької Червоної Армії. У 1918 році працював у підпіллі в Баку.
У вересні 1918 — травні 1919 року — контролер 5-ї дільниці Бакинського акцизного нафтового управління.
З червня по жовтень 1919 року — начальник медичного загону мусаватистського Міністерства охорони здоров'я Азербайджану в Баку.
У жовтні — грудні 1919 року — молодший контролер 2-ї дільниці Бакинського акцизного нафтового управління.
З січня по квітень 1920 року — практикант експедиційного загон Міністерства охорони здоров'я Азербайджану із надання допомоги в Гянджі.
Член РКП(б) з травня 1920 року.
У червні 1920 — червні 1921 року — начальник спеціального загону 20-ї дивізії 11-ї армії РСЧА в Баку.
З червня 1921 по 1922 рік — уповноважений відділу по боротьбі із бандитизмом Азербайджанської надзвичайної комісії (ЧК); уповноважений і заступник начальника економічного відділу Азербайджанської ЧК. До листопада 1922 року — секретар секретно-оперативної частини Азербайджанської ЧК.
У листопаді 1922 — грудні 1926 року — секретар секретно-оперативної частини Грузинської ЧК і Закавказької ЧК (ДПУ).
20 грудня 1926 — 17 квітня 1927 року — начальник загально-адміністративної частини Повноважного представництва ОДПУ по Закавказькій РФСР і ДПУ Грузинської РСР. У травні — липні 1927 року — начальник 2-го відділення секретного відділу Повноважного представництва ОДПУ по Закавказькій РФСР і ДПУ Грузинської РСР.
З липня по жовтень 1927 року — відповідальний інструктор ЦК КП(б) Грузії.
З жовтня 1927 по січень 1928 року — співробітник ДПУ Грузинської РСР. 28 січня 1928 — 21 лютого 1929 року — начальник 2-го відділення секретного відділу Повноважного представництва ОДПУ по Закавказькій РФСР і ДПУ Грузинської РСР.
21 лютого 1929 — 1931 року — начальник економічного відділу ДПУ Грузинської РСР. У 1931 — 29 січня 1932 року — начальник економічного відділу Повноважного представництва ОДПУ по Закавказькій РФСР і ДПУ Закавказької РФСР.
26 грудня 1931 — 6 травня 1932 року — секретар ЦК КП(б) Грузії із транспорту. 8 січня 1932 — лютий 1934 року — секретар ЦК КП(б) Грузії із постачання. З червня 1933 по 27 лютого 1934 року — секретар ЦК КП(б) Грузії із транспорту.
З 27 лютого 1934 по жовтень 1936 року — завідувач відділу радянської торгівлі ЦК КП(б) Грузії.
З серпня 1936 по 16 листопада 1938 року — народний комісар харчової промисловості Грузинської РСР. Одночасно 21 березня 1937 — 16 листопада 1938 року — заступник голови Ради народних комісарів Грузинської РСР. З 16 липня 1937 по листопад 1938 року — голова Державної планової комісії (Держплану) Грузинської РСР.
2 грудня 1938 року, з призначенням Лаврентія Берії наркомом внутрішніх справ СРСР, викликаний до Москви, де очолив 5-й відділ Головного управління державної безпеки НКВС. Одночасно 17 грудня 1938 року призначений заступником начальника Головного управління державної безпеки НКВС і начальником 3-го відділу ГУДБ НКВС СРСР; був одним з головних організаторів чисток армії та органів внутрішніх справ на початку 1939. На XVIII з'їзді ВКП(б) в березні 1939 року обраний кандидатом в члени ЦК ВКП(б). У травні 1939 року в складі спеціальної комісії ЦК партії з перевірки Наркомата закордонних справ.
З 3 травня 1939 по 15 березня 1946 року — заступник народного комісара закордонних справ СРСР. Влітку 1940 перебував у Литві, координував діяльність спецслужб задля окупації незалежної Литви. 24 листопада 1940 року призначений послом у нацистській Німеччині (зі збереженням посади заступника наркома закордонних справ) і був ним до оголошення міжсоюзницької війни (22 червня 1941 року), після чого був інтернований і обміняний на німецького посла СРСР Вернера фон дер Шуленбурга на кордоні СРСР і Туреччини. Член ЦК ВКП(б) з 1941 по 1952 рр.
Очолював комісію з першого прийому до МДІМВ. У березні 1947 виведений з номенклатури Міністерства закордонних справ СРСР. 29 вересня 1947 року Деканозов був призначений заступником начальника в Головне управління радянського майна за кордоном, ним керував інший ставленик Берії, колишній міністр держбезпеки Всеволод Миколайович Меркулов. 29 вересня 1949 року знятий з цієї посади. З 24 червня 1952 по квітень 1953 року займав незначну посаду члена колегії Комітету з радіомовлення при Раді міністрів СРСР.
10 квітня 1953 року, в період посилення влади Берії після смерті Сталіна, був призначений міністром внутрішніх справ Грузинської РСР. 30 червня 1953 року, після арешту Берії, знятий з посади і заарештований як «член банди Берії». 
Разом з Берією та іншими співробітниками органів ГБ засуджений Спеціальною судовою присутністю Верховного суду СРСР і 23 грудня 1953 року засуджений до вищої міри покарання — розстрілу. У той же день розстріляний.

## Нагороди
- орден Леніна (3.11.1944)
- орден Вітчизняної війни І ст. (5.11.1945)
- орден Червоного Прапора (26.04.1940)
- орден Трудового Червоного Прапора Грузинської РСР (10.04.1931)
- знак «Почесний працівник ВНК-ДПУ» (1929)
- медалі